# Reversal of Fortune
Reversal of Fortune is een Amerikaanse dramafilm uit 1990 onder regie van Barbet Schroeder. De film is gebaseerd op het waargebeurde verhaal van de Amerikaanse erfgename Sunny von Bülow.

## Verhaal
De Deense edelman Claus von Bülow wordt beschuldigd van poging tot moord op zijn Amerikaanse vrouw Sunny. De beroemde rechtsgeleerde Alan Dershowitz en zijn studenten nemen de verdediging van Claus op zich. Terwijl het proces dichterbij komt, blijven ze zelf twijfelen aan de onschuld van hun cliënt.

## Rolverdeling
| Acteur             | Personage       |
| ------------------ | --------------- |
| Glenn Close        | Sunny von Bülow |
| Jeremy Irons       | Claus von Bülow |
| Ron Silver         | Alan Dershowitz |
| Annabella Sciorra  | Sarah           |
| Uta Hagen          | Maria           |
| Fisher Stevens     | David Marriott  |
| Jack Gilpin        | Peter MacIntosh |
| Christine Baranski | Andrea Reynolds |
| Stephen Mailer     | Elon Dershowitz |
| Christine Dunford  | Ellen           |
| Felicity Huffman   | Minnie          |
| Mano Singh         | Raj             |
| Lisa Gay Hamilton  | Mary            |